# Cubito (España)
Cubito es un despoblado español del municipio de Carrascal de Barregas, perteneciente a la provincia de Salamanca, en la comunidad autónoma de Castilla y León.

## Toponimia
El lugar puede aparecer referido como «Cubito» y «El Cubito».

## Historia
Hacia mediados del siglo XIX, el lugar era ya referido como un despoblado perteneciente a Carrascal de Barregas. Aparece descrito en el séptimo volumen del Diccionario geográfico-estadístico-histórico de España y sus posesiones de Ultramar de Pascual Madoz con las siguientes palabras:

CUBITO (el): desp. en la prov. y part. jud. de Salamanca, térm. jurisd. de Carrascal de Barregas. Su extension tanto de N. á S. como de E. á O., es de 1/4 de leg. próximamente. Es todo de pastos de secano en tierra de dos clases que ocupan 190 fan., de las que 35 son de segunda calidad y las restantes de primera.
(Madoz, 1847, p. 200)

En 2022, no tenía empadronado ningún habitante.